# NGC 96
NGC 96 este o galaxie lenticulară situată în constelația Andromeda. Aceasta a fost descoperită de către astronomul francez Guilaume Bigourdan în 24 octombrie 1884.

## Legături externe
- NGC 96 pe WikiSky
- NGC 96 pe spider.seds.org